# František Brožík
František Brožík (* 4. března 1955 Cheb) je český politik, v 90. letech 20. století a počátkem 21. století poslanec České národní rady a Poslanecké sněmovny za ČSSD.

## Biografie
Vystudoval VŠE Praha (Fakulta výrobně ekonomická).
Ve volbách v roce 1992 byl zvolen do České národní rady za ČSSD (volební obvod Západočeský kraj). Zasedal v hospodářském výboru. Od vzniku samostatné České republiky v lednu 1993 byla ČNR transformována na Poslaneckou sněmovnu Parlamentu České republiky. Mandát poslance obhájil ve volbách v roce 1996 a volbách v roce 1998. V období let 2000–2002 působil na postu místopředsedy poslanecké sněmovny, předtím byl v letech 1998–2000 předsedou hospodářského výboru a místopředsedou klubu ČSSD.
Zastával četné funkce ve státem ovládaných firmách. V letech 1998–2002 byl místopředsedou prezídia Fondu národního majetku. V roce 1999 se stal členem a předsedou dozorčí rady společnosti ČEZ. Právě členství v dozorčí radě ČEZu bylo jedním z důvodů, proč nebyl ve volbách v roce 2002 nasazen na vyšší pozici na kandidátní listině ČSSD. Jako jediný poslanec se totiž vzpíral tlaku vedení strany, aby poslanci sociální demokracie nezasedali v statutárních orgánech státních a polostátních firem. Zároveň tehdy čelil pochybám o svém majetku, kdy jeho rodina nakoupila řadu nemovitostí včetně pozemků. Na dotazy Mladé fronty DNES ale odmítl své majetkové poměry komentovat. V roce 2002 poté, co skončila jeho poslanecká kariéra, nastoupil na post člena dozorčí rady podniku Západočeská energetika, což vedení regionální ČSSD kritizovalo.
V roce 2002 ho prezident Václav Havel odmítl jmenovat do funkce viceprezidenta Nejvyššího kontrolního úřadu s poukazem na blížící se volby a potřebnost, aby o jeho nominaci rozhodla nová politická reprezentace. Ředitelka právního odboru Kanceláře prezidenta republiky Brigita Chrastilová nominaci Brožíka komentovala následovně: „Je to strašné bezpráví. Je to sprosťárna. Schválit takového člověka do funkce, ve které jsou vyžadovány mimořádné morální kvality, to je vrchol.“ Brožík naopak rozhodnutí prezidenta komentoval s tím, že „to není z pana prezidenta, že to je bohužel zase jenom z úředníků a z byrokracie, která okolo toho funguje“ a odmítl prezidentův poukaz na blížící se volby coby odporující definici NKÚ jako nestranického úřadu.
Ve volbách v roce 2002 poslancem zvolen nebyl, ale do sněmovny krátce nastoupil na několik dnů na přelomu září a října 2004 jako náhradník poté, co na křeslo ve sněmovně rezignovala Milada Emmerová. Mandátu se ale vzdal přípisem. Dal přednost své tehdejší funkci místopředsedy výkonného výboru Pozemkového fondu, jejíž výkon by s poslaneckým mandátem nebyl slučitelný.
V komunálních volbách roku 1994, komunálních volbách roku 1998 a komunálních volbách roku 2002 neúspěšně kandidoval do zastupitelstva města Rokycany za ČSSD. Profesně se uvádí jako poslanec, později jako podnikatel.
Do léta 2024 pak působil jako ekonomický náměstek ve Výzkumném ústavu živočišné výroby v Uhříněvsi. Ukončení pracovního poměru nastalo dohodou s odstupným, Brožík dostal dle interních dokumentů ústavu na odchodnou 372 tisíc korun, dalších 45 tisíc tvořila prémie a dalších 43 tisíc činila proplacená dovolená. Podle webu Seznam Zprávy však Brožík na odstupné neměl nárok a po svém odchodu ze zaměstnání měl navíc nadále mít přístup k interním systémům ústavu.